# Kuta Male
Kuta Male is een bestuurslaag in het regentschap Karo van de provincie Noord-Sumatra, Indonesië. Kuta Male telt 477 inwoners (volkstelling 2010).